# Marko Saloranta
Marko Saloranta, född den 31 mars 1972, är en finländsk fotbollstränare, förbundskapten och före detta fotbollsspelare.

## Karriär
Som fotbollsspelare spelade Marko Saloranta för bland annat Maskun Palloseura. Han avslutad karriär som spelare har han huvudsakligen tränat det finländska landslaget i fotboll. Inledningsvis på juniornivå men senare även på seniornivå. Sedan 2023 är han förbundskapten för det finländska damlandslaget.